# Адамовићево насеље
Адамовићево насеље је градска четврт Новог Сада.

## Положај насеља
Северну границу Адамовићевог насеља чини Футошка улица, западну границу чини Суботички булевар (Булевар Европе), јужну границу чини Булевар цара Лазара, док источну границу чине улица војводе Книћанина, улица Атанасија Гереског и улица Ђорђа Сервицког (по другом тумачењу улица Коло српских сестара).
Суседне градске четврти су: Телеп (на западу), Сајмиште (на северу) Грбавица (на истоку) и Лиман (на југу).
У административном смислу, Адамовићево насеље је део месне заједнице "7. јули“, у коју, поред Адамовићевог насеља, спада и западни део Грбавице.

## Име и историја насеља
Назив Адамовићево насеље некада се односио како на данашње Адамовићево насеље, тако и на данашњи Телеп. Цео тај простор је првобитно назван Дарањијево насеље (Дарањи телеп - реч „телеп“ на мађарском језику значи „насеље"), по угарском министру пољопривреде Игњату Дарањију.
Овај ненасељени мочварни и шумовити терен новосадски Магистрат је сопственим средствима исушио средином 19. века. Тако је добијено обрадиво земљиште, погодно за баште и винограде. У три наврата парцеле су дељене у закуп новосадским грађанима, у првом реду виноградарима и повртарима. Парцелисана је најпре, 1889. године, земља најближе граду, између данашње улице цара Душана и Суботичког булевара (односно подручје данашњег Адамовићевог насеља), а затим 1891. и 1892. године земља на подручју данашњег северног Телепа и коначно, 1902. године, земља на подручју данашњег јужног Телепа.
Интензивна изградња стамбених објеката у насељу почела је након 1921. године, тако да је 1931. године у насељу живело око 9.000 људи, претежно Мађара, врло сиромашног имовног стања. Неки коловози су асфалтирани 1925. године, а граду и Електричној централи постављен је захтев и за увођење струје и уличне расвете.
Поплаве и подземне воде су угрожавале овај део града 1926. и 1932. године, а најдрастичније у априлу 1940. године, када је срушено око 700 или 1000 кућа, а 400 су морале претрпети озбиљне поправке.
1927. године, насеље добија име Адамовићева насеобина (Адамовићево насеље), по угледној породици Адамовић, посебно по Александру Шандору Адамовићу, који је на том делу градске периферије подигао велики расадник и знатно унапредио филоксером упропашћено виноградарство. Од 1945. године, за западни део некадашњег Адамовићевог насеља уведен је званични назив Телеп, док је источни (најстарији) део насеља задржао своје име. Данас су Адамовићево насеље и Телеп засебне градске четврти.

## Становништво
Према попису из 2002. године, у МЗ "7. јули“ живело је 8.109 становника, од чега:
- 5.315 Срба
- 938 Мађара
- 394 Југословена
- 181 Црногорац
- 141 Хрват

Према подацима предузећа ЈКП Информатика Нови Сад, на подручју МЗ "7. јули“ живи 11.802 становника (2010. година), од чега на Адамовићевом насељу 6.489.

## Установе
Неке од значајних установа у Адамовићевом насељу су:
- Хигијенски завод АП Војводине
- Седиште МЗ "7. јули"
- Основна школа „Васа Стајић"
- Завичајна збирка градске библиотеке
- Полицијска станица

## Привреда
На Адамовићевом насељу је лоцирано више приватних привредних субјеката, између осталих: Штампарија „Стојков", Хотел "Президент", вулканизер Кеди НС, Поликлиника ОРТО МД - Нови Сад, Тргограф, Поликлиника СОНС, итд.

## Стамбена изградња
Изградња вишеспратница за вишепородично становање на Адамовићевом насељу нарочито се интензивирала дуж Булевара Европе, након изградње ове саобраћајнице, а нове вишеспратнице су изграђене и дуж Футошке улице и улице Цара Душана. Посебно је значајна изградња стамбеног комплекса Авенија Гарден Ресиденце, на крајњем југу насеља, уз Булевар Цара Лазара и Булевар Европе и Цара Душана.

## Верски објекти
- Протестантски теолошки колеџ
- Хришћанска баптистичка црква и Еванђеоска црква
- Верски објекат Протестанстске хришћанске заједнице
- Молитвена дворана Јеховиних сведока
- Месџид Исламске верске заједнице
- Фрањевачки самостан св. Ивана Капистрана
- Гркокатолички самостан часних сестара Службеница безгрешне Марије

- Протестантски теолошки колеџ
- Хришћанска баптистичка црква и Еванђеоска црква
- Месџид Исламске верске заједнице
- Верски објекат Протестантске хришћанске заједнице
- Молитвена дворана Јеховиних сведока